# Южный фронт ПВО
Южный фронт ПВО — оперативно-стратегическое объединение войск ПВО в вооружённых силах СССР во время Великой Отечественной войны. Образован 29 марта 1944 года на базе Восточного и Западного фронтов ПВО. Штаб фронта дислоцировался в Киеве.

## Состав фронта
В состав фронта входили:
- корпуса ПВО: 5-й, 6-й, 7-й, 8-й, 9-й, 10-й, 11-й и 12-й
- дивизии ПВО: 85-я, 86-я, 87-я и 88-я
- истребительные авиационные корпуса ПВО: 9-й и 10-й
- один (Астраханский) бригадный район ПВО

По состоянию на 1 мая 1944 года боевой состав фронта включал:
- 917 истребителей
- 4346 артиллерийских зенитных орудий
- 866 зенитных прожекторов
- 296 аэростатов заграждения

## Командный состав
- Командующий — генерал-лейтенант артиллерии Г.С. Зашихин
- Член Военного совета — генерал-майор С. С. Новаев
- Начальник штаба — генерал-майор Н.Ф. Курьянов

## Боевая задача фронта
На войска Южного фронта ПВО была возложена противовоздушная оборона административно-политических, промышленно-экономических центров и районов юга СССР, прикрытие коммуникаций и баз снабжения действующей армии, а также наращивание системы ПВО в ходе наступательных операций Красной Армии на юго-западном направлении.

## Боевые действия
Войска Южного фронта ПВО принимали активное участие и сыграли важную роль в наступательных операциях 1, 2, 3 и 4-го Украинских фронтов летом и осенью 1944 года. При этом часть сил фронта (7-й и 8-й корпуса ПВО) принимали непосредственное участие в боевых операциях.
По постановлению ГКО от 24 декабря 1944 года Южный фронт ПВО был преобразован в Юго-Западный фронт ПВО.